# Emirates National Oil Company
Emirates National Oil Company ou ENOC é uma companhia petrolífera estatal dos Emirados Árabes Unidos que atua na indústria de petróleo, gasolina e carvão.

## História
A companhia foi estabelecida em 1988.